# Dag Malmberg

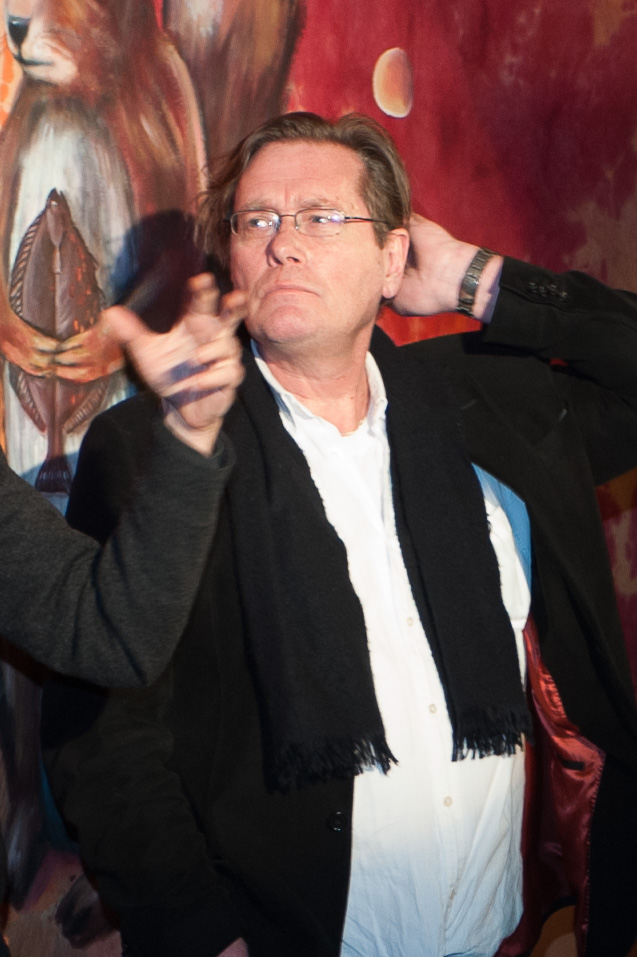
Dag Malmberg (2010)

Dag Åke Sigvard Malmberg (* 18. Januar 1953 in Gävle) ist ein schwedischer Schauspieler und Regisseur.

## Biografie
Malmberg studierte Anfang der 1970er-Jahre Soziologie an der Universität Göteborg. Nebenbei arbeitete er zunächst als Bühnenarbeiter und später als Regieassistent am Göteborger Stadttheater. Nachdem er bei einer Probe für einen erkrankten Schauspieler einsprang, wurde ihm ein Schauspielstudium empfohlen, welches er von 1981 bis 1984 an der Theaterschule Göteborg absolvierte. Seitdem war er an verschiedenen Theatern in Schweden beschäftigt, ab 1988 übernahm er auch Rollen in schwedischen Film- und Fernsehproduktionen. Ab 1996 arbeitete er zudem als Regisseur, so inszenierte er die Fernsehserien Älskade Lotten und Vita lögner.
Malmberg ist mit der Schauspielerin Jill Ung verheiratet.

## Deutsche Synchronstimme
Die deutschen Synchronsprecher von Dag Malmberg sind unter anderem Rainer Doering, Elmar Gutmann, Florian Krüger-Shantin und Tom Vogt.

## Filmografie (Auswahl)

### Schauspieler
- 1988: Träpatronerna (Fernsehserie)
- 1994–1995: År av drömmar (Fernsehserie)
- 1997: Glappet (Fernsehserie)
- 1999: Jakten på en mördare (Fernsehserie)
- 1999–2001: Sjätte dagen (Fernsehserie)
- 2000: Liebe in Blechdosen (Den bästa sommaren)
- 2001: En sång för Martin
- 2003: De drabbade (Fernsehserie)
- 2003: En ö i havet (Fernsehserie)
- 2004: Orka! Orka! (Fernsehserie)
- 2005: Krama mig
- 2006: Den som viskar (Fernsehserie)
- 2006: Håkan Nesser – Van Veeterens schwerster Fall (Van Veeteren: Fallet G)
- 2007–2011: Irene Huss, Kripo Göteborg (Fernsehserie, 12 Folgen)
- 2008: Selma (Fernsehserie)
- 2009: Fallet (Fernsehserie)
- 2009: Göta kanal 3: Kanalkungens hemlighet
- 2009: Stenhuggaren (Fernsehserie)
- 2009: Så olika
- 2010: Saltön (Fernsehserie)
- 2010: Sound of Noise
- 2010: Drottningoffret (Fernsehserie)
- 2011: Die Kunst sich die Schuhe zu binden (Hur många lingon finns det i världen?)
- 2011–2018: Die Brücke – Transit in den Tod (Bron, Fernsehserie, 32 Folgen)
- 2012: Johan Falk: Barninfiltratören
- 2012: Call Girl
- 2013: Rendez-vous à Kiruna
- 2014–2020: Der Kommissar und das Meer (Fernsehserie, 3 Folgen)
- 2014: Och Piccadilly Circus ligger inte i Kumla
- 2014: Micke & Veronica
- 2015: Glada hälsningar från Missångerträsk
- 2016: Springflut (Springfloden, Fernsehserie)
- 2017: Fallet
- 2017: Borg/McEnroe
- 2018: Stockholm Requiem (Sthlm Rekviem, Fernsehserie)
- 2019: Vår tid är nu (Fernsehserie)
- 2019: Angriff aus der Tiefe (Sea Fever)
- 2020: Hidden Agenda (Top Dog, Fernsehserie)
- 2023: Detective No. 24 (Detektiven från Beledweyne, Fernsehserie)

### Regie
- 1996: Älskade Lotten (Fernsehserie)
- 1997: Vita lögner (Fernsehserie)